# رهگیری پرتو (گرافیک)

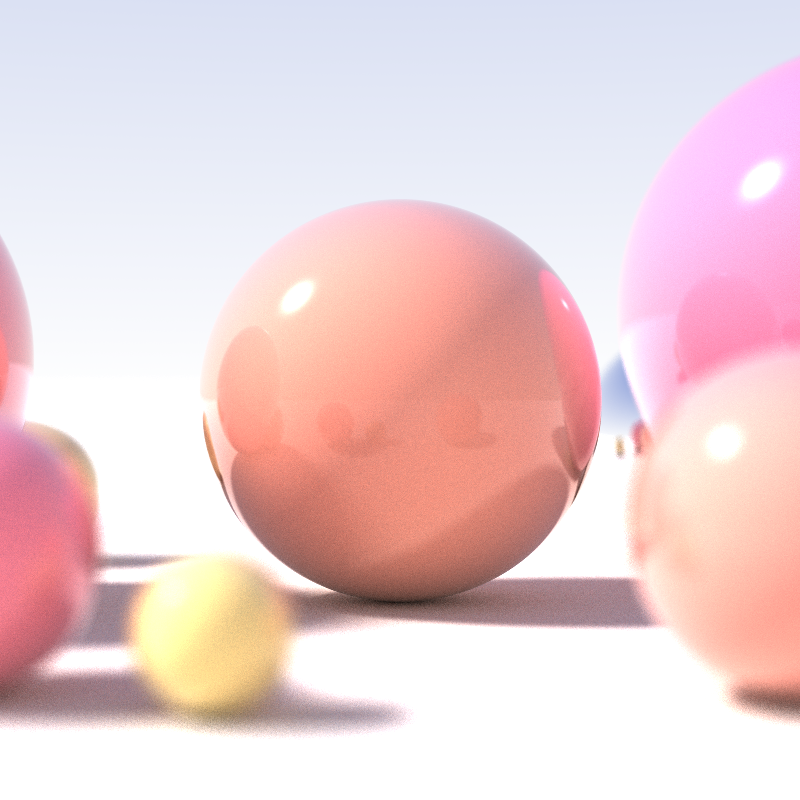
رندر به کمک روش رهگیری نور برای شبیه‌سازی کره‌هایی که عمق میدان و منابع نوری را نمایش می‌دهد.

در گرافیک رایانه رهگیری نور (Ray Tracing) روشی است برای تولید تصویر رقومی با رهگیری پیکسلها در تصویر مسطح و شبیه‌سازی جلوه‌های محیطی آن با اجسام مجازی است. این تکنیک برای تولید تصویرها با کیفیت بالای واقع‌گرایی کاربر دارد و نسبت به روش رندر خطی کیفیت بالاتری دارد ولی زمان بیشتری برای زمان اجرای الگوریتم لازم است.
این روش برای تصویرها و فیلم‌های تلویزیونی به دلیل آنکه پیش از پخش آن، زمانی برای رندر را اختصاص می‌دهند مناسب است ولی برای رندر کردن‌های بی‌درنگ مانند بازی ویدئویی به دلیل سنگینی بار پردازشی و در نتیجه کند بودن ای روش و نیاز به زمان بیشتر برای رندر، نمی‌توان استفاده کرد. البته در سال‌های اخیر با پیشرفت کنسول‌های بازی و رایانه‌های شخصی، فناوری رندر بازی ها نیز از رهگیری پرتو (ray tracing) استفاده میکند، همچنان که رندر در زمان یا بی‌درنگ(real-time) را نیز حفظ کرده است.
روش رهگیری پرتو برای شبیه‌سازی جلوه‌های نوری مانند بازتاب و شکست نور و پراکندگی و پدیدهٔ پاشندگی مانند ابیراهی رنگی کاربر دارد.